# Colin Lloyd
Colin Lloyd (Colchester, 7 augustus 1973) is een voormalig professioneel dartsspeler die actief was bij de Professional Darts Corporation. Vanwege zijn puntige hoektanden werd hij ook wel Jaws (kaken) genoemd. De voormalig nummer 1 won in zijn loopbaan twee grote hoofdtoernooien van de PDC; de World Grand Prix (2004) en World Matchplay (2005).
Na zijn debuut tijdens het World Matchplay in 1999, toen hij Alan Warriner-Little met 13–2 in legs versloeg, volgde op het PDC World Darts Championship in 2001 zijn grote doorbraak. In Purfleet haalde hij de halve finale, waarin hij verloor van Peter Manley. Met zijn zegereeks voorbij Alex Roy, Alan Warriner-Little en Richie Burnett ontpopte Lloyd zich als een van de topspelers in het PDC-circuit.
Zowel in 2005, in 2006, als in 2007 kwam de in Essex woonachtige Lloyd uit in de Premier League Darts, een prestigieuze dartscompetitie waarin Lloyd in 2005 de finale haalde, maar daarin het onderspit moest delven tegen de destijds dertienvoudig wereldkampioen Phil Taylor. Op 19 februari 2006 gooide Lloyd in de laatste leg van zijn finalepartij tegen Dennis Priestley op de Irish Masters een 9-darter. Hij stopte in 2016 met professioneel darts.

## Vormverlies
Gedurende 2006 en 2007 doormaakte Lloyd een vormcrisis. Hij beleefde enkele vroegtijdige uitschakelingen op de grote televisietoernooien, waarna hij van de eerste naar de twaalfde plaats (december 2007) op de PDC Order of Merit kelderde. Het dieptepunt volgde op het PDC World Darts Championship 2008, waar hij in de eerste ronde verloor van Jan van der Rassel met 2–3 in sets. Na twee eindzeges in regionale finales van het UK Open in februari 2008 leek Jaws zijn oude vorm opnieuw te benaderen en had hij zijn positie in de top tien reeds herwonnen.

## PDC Q-School
In december 2017 werd bekendgemaakt dat Lloyd in januari 2018 deel zou gaan nemen aan de PDC Q-School om te proberen zo een tourcard te bemachtigen. Echter wist Lloyd zijn tourcard niet te behalen en besloot daarmee een einde te maken aan zijn dartscarrière.

## Resultaten op Wereldkampioenschappen

### PDC
- 2000: Laatste 32 (verloren van Shayne Burgess met 0-3)
- 2001: Laatste 32 (verloren van John Part met 0-3)
- 2002: Halve finale (verloren van Peter Manley met 4-6)
- 2003: Laatste 16 (verloren van Chris Mason met 1-5)
- 2004: Laatste 16 (verloren van Wayne Mardle met 3-4)
- 2005: Kwartfinale (verloren van Wayne Mardle met 4-5)
- 2006: Laatste 64 (verloren van Gary Welding met 2-3)
- 2007: Laatste 32 (verloren van Raymond van Barneveld Met 3-4)
- 2008: Laatste 64 (verloren van Jan van der Rassel met 2-3)
- 2009: Laatste 64 (verloren van Jelle Klaasen met 0-3)
- 2010: Laatste 16 (verloren van Ronnie Baxter met 1-4)
- 2011: Laatste 32 (verloren van Mark Hylton met 2-4)
- 2012: Laatste 16 (verloren van Gary Anderson met 1-4)
- 2013: Laatste 16 (verloren van Michael van Gerwen met 1-4)
- 2014: Laatste 64 (verloren van Beau Anderson met 2-3)

## Resultaten op de World Matchplay
- 1999: Kwartfinale (verloren van Peter Manley met 8-16)
- 2000: Laatste 32 (verloren van Nigel Justice met 7-10)
- 2001: Laatste 32 (verloren van Cliff Lazarenko met 10-12)
- 2002: Halve finale (verloren van John Part met 12-17)
- 2003: Halve finale (verloren van Wayne Mardle met 11-17)
- 2004: Kwartfinale (verloren van Phil Taylor met 10-16)
- 2005: Winnaar (gewonnen in de finale van John Part met 18-12)
- 2006: Laatste 32 (verloren van Steve Maish met 6-10)
- 2007: Laatste 32 (verloren van Mervyn King met 4-10)
- 2008: Laatste 32 (verloren van Mark Walsh met 6-10)
- 2009: Laatste 16 (verloren van Adrian Lewis met 5-13)
- 2010: Laatste 32 (verloren van Kevin Painter met 9-11)
- 2011: Laatste 32 (verloren van John Henderson met 7-10)
- 2012: Laatste 32 (verloren van Mark Webster met 6-10)
- 2013: Laatste 32 (verloren van Michael van Gerwen met 7-10)